# Mirbelia platylobioides
Mirbelia platylobioides är en ärtväxtart som först beskrevs av Dc., och fick sitt nu gällande namn av J.Thompson. Mirbelia platylobioides ingår i släktet Mirbelia och familjen ärtväxter. Inga underarter finns listade i Catalogue of Life.